# Жаба (річка)
Жа́ба — річка в Глазовському районі Удмуртії, Росія, ліва притока Чепци.
Річка починається на північний захід від села Бали, біля кордону з Ярським та Юкаменським кордоном. Протікає на північний схід та північ. Впадає до Чепци навпроти села Горд'яр. В нижній течії протікає через Дзякинське болото, розділяючи його на 2 урочища — Торф'яне Болото та Жабинське. Приймає декілька дрібних приток.
Над річкою розташоване село Карасево, де через річку збудовано автомобільний та залізничний мости.